# Хефферон, Чарльз
Чарльз Арчер Хефферон (англ. Charles Archer Hefferon; 25 января 1878, Ньюбери, Беркшир, Великобритания — 15 марта 1931, Оранджвилль, Канада) — южноафриканский легкоатлет, серебряный призёр летних Олимпийских игр 1908.
На Играх 1908 в Лондоне Хефферон участвовал в двух дисциплинах. Он занял второе место в марафоне и четвёртое в забеге на 5 миль.